# إد دوبسون
إد دوبسون (بالإنجليزية: Ed Dobson)‏ هو عالم عقيدة أمريكي، ولد في 30 ديسمبر 1949، وتوفي في 26 ديسمبر 2015 بسبب تصلب جانبي ضموري.